# Ahn Hyo-seop
Ahn Hyo-seop (en hangul, 안효섭) es un actor y cantante surcoreano.

## Biografía
Ahn estudió en la Escuela Secundaria Chungdam y en la Universidad Kookmin, en el departamento de negocios internacionales. 
Habla con fluidez inglés.[cita requerida]
Es muy buen amigo del cantante hongkonés Jackson y del cantante surcoreanno Rowoon. También es amigo de las actrices Lee Sung Kyung, Yoon Bora,  Sejeong y de los actores Kim Min-jae, Yang Se-jong y Lee Jae-wook.

## Carrera
Es miembro de la agencia Starhaus Entertainment.
Fue aprendiz de JYP Entertainment por dos años, durante su tiempo como trainee en JYP estuvo a punto de debutar en el grupo Got7, sin embargo no fue escogido. 
Ha aparecido en sesiones fotográficas para la marca de ropa Andew, entre otros. 
El 1 de octubre de 2015 junto a los actores Kwak Si-yang, Song Won-seok y Kwon Do-kyun formaron el grupo One O One (101), el cual lanzó el sencillo «Love You» en octubre de 2015, seguido de «Stunning» en noviembre del mismo año.
Ese mismo año se unió al elenco recurrente de la serie Splash Splash Love donde dio vida a dos personajes, Park Yeon, un músico coreano del período Joseon y a Chae Ah Jin. 
En 2016, se unió al elenco recurrente de la serie Entertainer donde dio vida a Ji Noo, el miembro y líder de la popular banda Jackson bajo la compañía KTOP Entertainment y buen amigo del director de la compañía Shin Suk Ho (Ji Sung). 
También apareció como personaje recurrente en la serie One More Happy Ending donde interpretó a Ahn Jung Woo.
Ese mismo año apareció en la segunda temporada del programa Celebrity Bromance (también conocida como Flower Boy Bromance) donde apareció junto al cantante Jackson.
En 2017, se unió al elenco de la serie My Father Is Strange donde interpretó a Park Chul Soo, un entrenador de fútbol y el novio de Byun Ra-young (Ryu Hwa-young).
Ese mismo año se unió a la miniserie – Queen of the Ring dando vida a Park Se Gun.
En agosto del mismo año se unió a la serie Mischievous Detectives donde interpretó al detective Seol Oh Sung, un profiler honorario que luego de ayudar a resolver el robo de un activo cultural, junto a su hermano Pyo Han Eum (Yoo Seon Ho) un investigador forense honorario, se une a la detective Oh Jin Kyung (Namjoo) para ayudarla a resolver la desaparición de sus padres.
En enero de 2018, se había anunciado que se había unido al elenco principal de la serie Clean with Passion for Now donde daría vida a Jang Sun-gyul, sin embargo en mayo del mismo año se anunció que Hyo-seop había tenido que abandonar el proyecto debido a conflictos con la programación después de que se demorara el rodaje de la serie.
En abril del mismo año se anunció que se había unido al elenco principal de la serie web Top Management.
El 23 de julio del mismo año se unió al elenco de la serie 30 but 17 donde dio vida al joven Yoo Chan, el capitán del Club de Remo "Taesan High School", quien actúa como guardián de su tío Go Woo-jin y de Woo Seo-ri, hasta el final de la serie el 18 de septiembre del mismo año.
El 6 de mayo del 2019 se unió al elenco principal de la serie Abyss donde dio vida a Cha Min, un inteligente, rico, inseguro y poco atractivo heredero de una compañía principal de cosméticos en Corea, que luego de morir y ser revivido, obtiene una canica llamada "Abyss", se convierte en un atractivo administrador de un bufete de abogados y busca ayudar a su amiga e interés romántico Go Se-yeon (Park Bo-young) a buscar a los responsables de su asesinato, hasta el final de la serie el 25 de junio del mismo año.
El 6 de enero del 2020 se unió al elenco principal de la segunda temporada de la serie Romantic Doctor, Teacher Kim 2 (también conocida como "Romantic Doctor Kim") donde interpretó al doctor Seo Woo-jin, un cínico médico de segundo año que no cree en la felicidad debido a sus dificultades mientras crecía, pero muestra impresionantes niveles de concentración y talento cuando realiza una cirugía, hasta el final de la serie el 25 de febrero del mismo año. La serie es la secuela de "Romantic Doctor, Teacher Kim". Por su interpretación recibió críticas positivas y su popularidad subió.
El 30 de agosto de 2021 se unió al elenco principal de la serie Lovers of the Red Sky (también conocida como "Hong Chun Gi") donde dio vida a Ha Ram, un joven astrólogo que es capaz de leer las estrellas a pesar de haber perdido la vista, hasta el final de la serie el 26 de octubre del miso año.
El 28 de febrero de 2022 se unió al elenco principal de la serie A Business Proposal donde interpretó a Kang Tae-mu, un joven chaebol de tercera generación con una apariencia impresionante y excelentes habilidades como hombre de negocios, quien es un adicto al trabajo y odia las mentiras más que nada.
En marzo del mismo año, se confirmó que se había unido al elenco principal de la serie Tu tiempo llama, donde dará vida a Ko Yeon-jun, y el novio de Joon-hee, así como a Nam Si-heon un joven parecido a él del año 1998. La serie es el remake de la serie taiwanesa Some Day or One Day y se espera sea estrenada en 2023.

## Filmografía

### Películas
| Año  | Título                          | Personaje  | Notas | Ref.   |
| ---- | ------------------------------- | ---------- | ----- | ------ |
| 2025 | Las guerreras K-pop             | Jinu       | Voz   | [ 41 ] |
| 2025 | Omniscient Reader: The Prophecy | Kim Dok-ja |       |        |

### Series de televisión
| Año  | Título                                  | Personaje                       | Notas                    | Ref.                 |
| ---- | --------------------------------------- | ------------------------------- | ------------------------ | -------------------- |
| 2015 | Splash Splash Love                      | Park Yeon / Chae Ah-Jin         | 2 episodios              |                      |
| 2016 | One More Happy Ending                   | Ahn Jung-Woo                    | 5 episodios              |                      |
| 2016 | Happy Home                              | Choi Chul-Soo / Kang Joon-Young | Miniserie                |                      |
| 2016 | Entertainer                             | Ji-Noo                          |                          |                      |
| 2017 | Three Color Fantasy – Queen of the Ring | Park Se-Gun                     | Miniserie                |                      |
| 2017 | My Father Is Strange                    | Park Chul-Soo                   | 52 episodios             |                      |
| 2017 | Mischievous Detectives                  | Det. Seol Oh-sung               | 9 episodios              |                      |
| 2018 | Top Management                          | Soo-yong                        | Serie web - 16 episodios |                      |
| 2018 | 30 but 17                               | Yoo Chan                        | 32 episodios             |                      |
| 2019 | Abyss                                   | Cha Min                         | 16 episodios             |                      |
| 2020 | Romantic Doctor, Teacher Kim 2          | Dr. Seo Woo-jin                 | 16 episodios             |                      |
| 2021 | Lovers of the Red Sky                   | Ha Ram                          | 16 episodios             | [ 42 ] [ 43 ]        |
| 2022 | Propuesta laboral                       | Kang Tae-moo                    | 12 episodios             | [ 44 ] [ 45 ] [ 46 ] |
| 2023 | Romantic Doctor, Teacher Kim 3          | Dr. Seo Woo-jin                 |                          |                      |
| 2023 | Tu tiempo llama                         | Gu Yeon-jun/Nam Si-heon         | 12 episodios             | [ 47 ]               |

### Programas de variedades

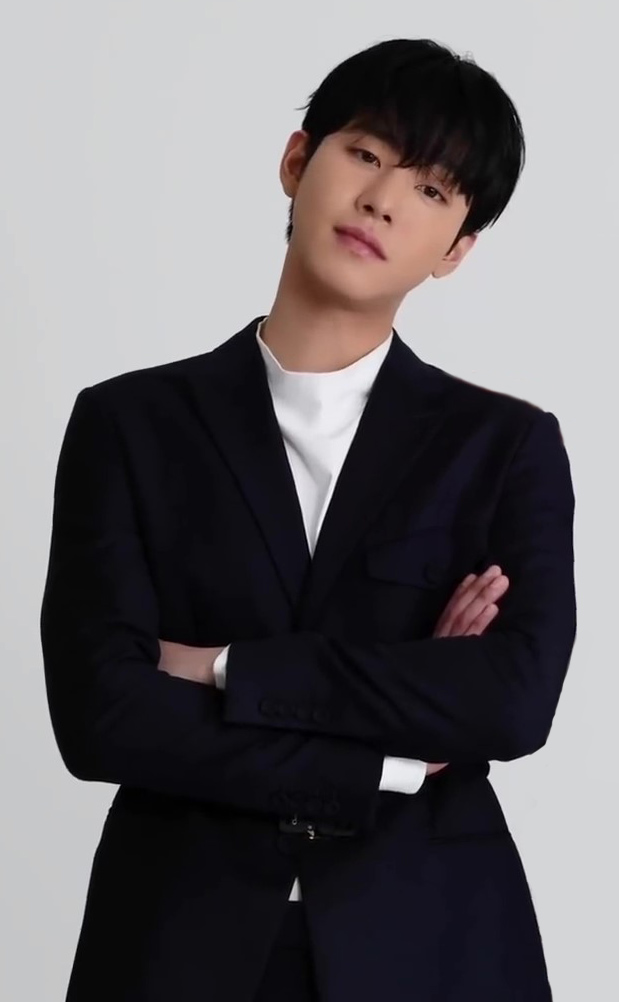
Ahn Hyo-seop en febrero de 2022.

| Año  | Programa                                          | Notas                                       |
| ---- | ------------------------------------------------- | ------------------------------------------- |
| 2015 | Always Cantare                                    | miembro                                     |
| 2016 | Celebrity Bromance                                | junto a Jackson                             |
| 2017 | Happy Together                                    | (ep. 499) - invitado                        |
| 2018 | Running Man                                       | (ep. 424) - invitado                        |
| 2019 | Amazing Saturday                                  | (ep. 57) - invitado - junto a Park Bo-young |
| 2020 | SBS Access Showbiz Tonight                        | invitado                                    |
| 2020 | Night of Real Entertainment                       | invitado                                    |
| 2021 | My Little Old Boy (Mom's Diary: My Ugly Duckling) | (ep. 257) - invitado                        |

### Presentador
| Año  | Evento                           | Notas                                             |
| ---- | -------------------------------- | ------------------------------------------------- |
| 2019 | 2019 Asia Artist Awards          | co-presentador                                    |
| 2019 | 2019 SBS Drama Awards            | presentador de categoría - junto a Lee Sung-kyung |
| 2020 | The Fact Music Awards            | [ 53 ]                                            |
| 2021 | 57th Baeksang Arts Awards        | presentador de categoría - junto a Kim Da-mi      |
| 2021 | The Fact Music Awards (2021 TMA) | presentador de categoría                          |
| 2022 | 36th Golden Disc Awards          | presentador de categoría                          |

### Anuncios
| Año  | Anuncio          | Notas |
| ---- | ---------------- | ----- |
| 2016 | Maxim Coffe      |       |
| 2017 | Jo Malone London |       |

### Revistas / sesiones fotográficas
| Año  | Título       | Notas  |
| ---- | ------------ | ------ |
| 2020 | Cosmopolitan | [ 57 ] |
| 2021 | Marie Claire | [ 58 ] |

## Premios y nominaciones
| Año  | Premios                  | Categoría                                                       | Trabajo                        | Resultado | Ref.                 |
| ---- | ------------------------ | --------------------------------------------------------------- | ------------------------------ | --------- | -------------------- |
| 2016 | 35th MBC Drama Award     | Best New Actor                                                  | Happy Home                     | Nominado  |                      |
| 2017 | 2nd Asia Artist Award    | Rookie Award                                                    | My Father Is Strange           | Ganador   | [ 59 ]               |
| 2018 | 26th SBS Drama Award     | Best Character                                                  | 30 but 17                      | Nominado  |                      |
| 2018 | 26th SBS Drama Award     | Best New Actor                                                  | 30 but 17                      | Ganador   | [ 60 ]               |
| 2019 | 12th Korea Drama Award   | Best New Actor                                                  | Abyss                          | Nominado  | [ 61 ]               |
| 2019 | 4th Asia Artist Award    | Best Icon Choice (Actor)                                        | -                              | Ganador   | [ 62 ]               |
| 2020 | 5th Asia Artist Award    | Popularity Award (Actor)                                        | -                              | Nominado  |                      |
| 2020 | 5th Asia Artist Award    | AAA Best Actor                                                  | Romantic Doctor, Teacher Kim 2 | Ganador   | [ 63 ] [ 64 ] [ 65 ] |
| 2020 | 56th Baeksang Arts Award | Best New Actor                                                  | Romantic Doctor, Teacher Kim 2 | Ganador   | [ 66 ] [ 67 ]        |
| 2020 | 7th APAN Star Award      | Best New Actor                                                  | Romantic Doctor, Teacher Kim 2 | Nominado  |                      |
| 2020 | 28th SBS Drama Award     | Best Couple Award (junto a Lee Sung-kyung)                      | Romantic Doctor, Teacher Kim 2 | Nominados |                      |
| 2020 | 28th SBS Drama Award     | Excellence Award, Actor in a Miniseries Action Drama            | Romantic Doctor, Teacher Kim 2 | Ganador   | [ 68 ] [ 69 ]        |
| 2021 | 2021 SBS Drama Award     | Best Couple Award (junto a Kim Yoo-jung)                        | Lovers of the Red Sky          | Ganadores |                      |
| 2021 | 2021 SBS Drama Award     | Excellence Award, Actor in a Miniseries Genre/Fantasy Drama     | Lovers of the Red Sky          | Ganador   | [ 70 ]               |
| 2022 | 2022 SBS Drama Awards    | Male Top Excellence Award in a Miniseries Romance/Comedia Drama | Propuesta laboral              | Ganador   |                      |
| 2022 | 2022 SBS Drama Awards    | Best Couple Award (junto a Kim Se-jeong)                        | Propuesta laboral              | Ganadores |                      |